# Lipovec (district de Martin)
Pour les articles homonymes, voir Lipovec.
Lipovec (en hongrois : Lamosfalva) est une commune du district de Martin, dans la région de Žilina, en  Slovaquie.

## Histoire
La première mention écrite du village date de 1395.

## Démographie

### Évolution de la population
| Année:               | 1994. | 2004.    | 2014.    | 2024.   |
| -------------------- | ----- | -------- | -------- | ------- |
| Nombre de personnes: | 672   | 844      | 948      | 912     |
| Différence:          |       | +25,59 % | +12,32 % | -3,79 % |

| Année:               | 2023. | 2024.   |
| -------------------- | ----- | ------- |
| Nombre de personnes: | 921   | 912     |
| Différence:          |       | -0,97 % |